# Дрентсе Ахт ван Вестервелд
Дрентсе Ахт ван Вестервелд (нидерл. Drentse Acht van Westerveld) — шоссейная однодневная велогонка, проходящая по территории Нидерландов с 2007 года.

## История
Гонка была создана в 2007 году под названием Дренте 8 ван Двингело (нидерл. Drentse 8 van Dwingeloo) одновременно с Туром Дренте и возвращением к однодневному формату Новилон Ронде ван Дренте. Она сразу вошла в Женский мировой шоссейный календарь UCI. Все три гонки стали проводиться в течение четырёх дней в следующей последовательности — Дренте 8, Тур Дренте и Новилон.
В первой половине 2010-х годов сначала сменила название на Дренте 8 (нидерл. Drentse 8), а затем на текущие Дренте 8 ван Вестервелд (нидерл. Drentse Acht van Westerveld).
В 2020 году гонка была отменена из-за пандемии COVID-19. А в 2021 году прошла в конце октября вместо привычной первой половины марта.
Маршрут гонки проходит в провинции Дренте. Старт и финиш располагаются в городе Двингело муниципалитета Вестервелд. Трасса представляет собой круг, который преодолевают несколько раз. Форма этого круга при виде сверху напоминает цифру 8, что отражено в названии гонки (Acht с нидерл. — «восемь»). Профиль трассы плоский. Общая протяжённость дистанции составляет от 125 до 145 км.
По состоянию на начало 2023 года рекордсменкой является немка Ина-Йоко Тойтенберг, одержавшая три победы подряд.

## Призёры
| Год  | Победитель          | Второй               | Третий              |          |
| ---- | ------------------- | -------------------- | ------------------- | -------- |
| 2007 | Регина Шляйхер      | Рошелль Гилмор       | Джорджа Бронцини    |          |
| 2008 | Ина-Йоко Тойтенберг | Регина Шляйхер       | Рошелль Гилмор      |          |
| 2009 | Ина-Йоко Тойтенберг | Регина Шляйхер       | Кирстен Вилд        |          |
| 2010 | Ина-Йоко Тойтенберг | Эмма Юханссон        | Аннемик ван Влётен  |          |
| 2011 | Марианна Вос        | Шелли Олдс           | Эмма Юханссон       |          |
| 2012 | Хлоя Хоскинг        | Джорджа Бронцини     | Марианна Вос        |          |
| 2013 | Марианна Вос        | Джорджа Бронцини     | Эмма Юханссон       |          |
| 2014 | Хантал Блак         | Люси Гарнер          | Элизабет Армитстед  |          |
| 2015 | Джорджа Бронцини    | Валентина Скандолара | Аннемик ван Влётен  |          |
| 2016 | Леа Кирхманн        | Кристине Маерус      | Анушка Костер       |          |
| 2017 | Хлоя Хоскинг        | Лотте Копеки         | Амалия Дидериксен   |          |
| 2018 | Алексис Райан       | Жольен Д'Ор          | Хлоя Хоскинг        |          |
| 2019 | Одри Кордон         | Эми Питерс           | Марта Бастианелли   |          |
| 2020 | отменено            | отменено             | отменено            | отменено |
| 2021 | Хантал Блак         | Шарлотта Кол         | Элеонора Гаспаррини |          |
| 2022 | Кристине Маерус     | Элисон Джексон       | Флортье Макай       |          |
| 2023 | отменено            | отменено             | отменено            | отменено |
| 2024 | Софи Ван Ройн       | Кьяра Консонни       | Ракеле Барбьери     |          |